# Bicyclus vansoni
Bicyclus vansoni är en fjärilsart som beskrevs av Condamin 1965. Bicyclus vansoni ingår i släktet Bicyclus och familjen praktfjärilar. Inga underarter finns listade i Catalogue of Life.